# Benjamin Thompson
Benjamin Thompson, greve af Rumford (født 26. marts 1753 i Massachusetts, død 25. august 1814 i Frankrig) var en britisk statsmand og fysiker.
Thompson blev opdraget til handelen, var en tid lærer i byen Concord (tidligere Rumford) blev derefter major ved et amerikansk regiment, men gik i Frihedskrigen over på engelsk side og fik 1780 i England stillingen som understatssekretær. Allerede 1782 opgav han den og kæmpede som oberstløjtnant på engelsk side i den amerikanske uafhængighedskrig, hvor han blandt andet med held forsvarede Jamaica mod Frankrig og Spanien. Efter freden i Versailles kom han 1784 i bayersk tjeneste, og den engelske konge adlede ham. 1791 blev han tysk-romersk rigsgreve under navnet Rumford. Efter at være blevet krigsminister og politiminister i Bayern udfoldede han en meget betydelig virksomhed, idet han ikke alene indførte reformer i hæren, men også afskaffede tiggeriet i Bayern, forbedrede de fattiges levevilkår, skaffede arbejde til de arbejdsløse, fik anlagt den store engelske have i München og mange nyttige foretagender sat i gang (opfandt den billige rumfordske suppe). 1798 blev han sendt som gesandt til England, men den engelske konge ville ikke modtage Rumford, der var engelske undersåt, som en fremmed magts gesandt. Han blev imidlertid i London, helligede sig videnskabelige arbejder og var her med til at grunde Royal Institution (1800), hvis første præsident han blev. 1802 rejste han til Frankrig, hvor han derefter levede sin meste tid. Rumfords yndlingsstudium var fysik, især varmelære, og han viste sig her som en genial og højst selvstændig forsker. Han konstruerede et fotometer og et differentialtermometer; 1798 udførte han en række forsøg i Münchens kanonstøberi, hvorved han påviste, at da der ved gnidning kan udvikles varme i ubegrænset mængde af en given stofmængde, kan varmen ikke være et stof, som man på den tid og længe efter almindeligvis antog, men måtte være en form for arbejde. Andre arbejder angik varmestråling, varmeledning og varmens praktiske anvendelser. Han indstiftede Royal Societys "Rumford-Medaille" til belønning af nyttige opfindelser. Sine arbejder, der altid havde almennyttige formål, beskrev han i Essays, Political, Economical and Philosophical (4 bind, London 1796-1802). En ny fuldstændig udgave af Rumfords skrifter udkom i Boston 1870-75 i 5 bind.